# Skyddshem
Ett skyddshem var i Sverige från 1902 fram till 1940-talet en typ av förbättringsanstalt för vanartiga barn.

## Sverige
Skyddshemmen infördes genom 1902 års barnavårdslag då omhändertagandet av barn differentierades så att barnhem inrättades för föräldralösa barn, skyddshem för de vanartiga och uppfostringsanstalter för dem som begått brott.
1936 togs beslut om att staten skulle ta över ansvaret för skyddshemmen. Det inleddes 1938, men kom att vara genomfört först genom 1946 års reform då benämningen ungdomsvårdsskolor infördes för de tidigare skyddshemmen. Samtidigt beslutades att skyddshemmen skulle omfatta en sjuårig folkskola följd av en ettårig fortsättningsskola, som kunde vara yrkesinriktad eller allmän. Till följd av detta inrättades verkstäder och yrkeslärare anställdes.
Skyddshemmen motsvaras numera av statliga ungdomshem enligt lagen 1990:52 LVU.